# Galeriewaldralle
Die Galeriewaldralle (Aramides ypecaha), auch Ypecaharalle genannt, ist eine Vogelart aus der Familie der Rallen (Rallidae), die in Brasilien, Bolivien, Paraguay, Argentinien und Uruguay vorkommt. Die Art gilt als monotypisch. Der Bestand wird von der IUCN als nicht gefährdet (Least Concern) eingeschätzt.

## Merkmale
Die Galeriewaldralle erreicht ein Körpergewicht von bis zu 765 g bei einer Körperlänge von etwa 41 bis 45 cm. Es besteht kein Geschlechtsdimorphismus. Die Weibchen sind im Allgemeinen etwas kleiner. Es ist die größte Ralle der Gattung Aramides. Sie ist ein hübscher Vogel mit blass bläulich-grauem Gesicht und Vorderhals, olivfarbener Oberseite und zart bräunlich-rosafarbenen Flanken und Oberbauch. Die Unterflügeldecken sind kastanienbraun mit schwarzen Streifen. Die Haltung ist aufrecht mit einem eleganten Gang. Im Jugendkleid wirkt das Gefieder etwas stumpfer als im Erwachsenenalter. Die Beine sind bräunlich rot, der Schnabel hat einen bräunlichen Schimmer.

## Lautäußerungen
Die Rufe der Galeriewaldralle ertönen tagsüber und auch abends, wenn sich Vögel an ausgewählten Orten versammeln und einen erstaunlich kraftvollen, sogar ohrenbetäubenden Chor aus Schreien und Pfiffen aufbauen, während sie mit ausgebreiteten Flügeln und senkrecht erhobenem Schnabel hektisch umherrasen. Die hysterischen Rufe klingen wie ol..wäki....ol..wäki. Außerdem gehört ein durchdringendes, hohes, einzelnes iiiiok, eine Art Bellen, ein tiefes Keau und ein explosives Puk zu ihrem Repertoire.

## Fortpflanzung
Die Galeriewaldralle baut ihr Nest aus Gräsern und Unkrautstängeln. Es ist ca. 30 cm im Durchmesser und mehr als einem Meter über dem Wasser gebaut. Dies platziert sie in Sträuchern oder zerfallener Vegetation. Ein Gelege besteht aus vier bis fünf Eiern. Die Küken sind dunkel mahagonibraun. Aus der Zucht in Gefangenschaft wird berichtet, dass die Eier in täglichen Abständen gelegt werden. Die Inkubationszeit betrug dort 24 Tage. Die Eier wurden von beiden Geschlechtern bebrütet. Nach drei bis vier Tagen verließen die Küken ihr Nest. Danach wurden sie acht bis neun Wochen von beiden Elternteilen betreut und gefüttert. Eine Brut blieb über drei Monate bei den Eltern. Die Küken sind nach 5 Wochen halb ausgewachsen. Ein neues Nest wurde bereits gebaut, als die Jungtiere einer Brut erst sechs Wochen alt waren. Pro Brutsaison gab es drei Gelege.

## Verhalten und Ernährung
Über die Ernährungsgewohnheiten der Galeriewaldralle ist nur wenig bekannt. Es gibt einen Bericht, demzufolge sie eine Schlange erbeutet hat. Außerdem wurde beobachtet, wie sie den Boden mit dem Schnabel während der Nahrungssuche durchgräbt. In Gefangenschaft ernährt sie sich von Insekten, Eiern, Hackfleisch, Äpfeln und Mehl.

## Verbreitung und Lebensraum

Verbreitungsgebiet (grün) der Galeriewaldralle

Die Galeriewaldralle bevorzugt offene Sümpfe, leicht bewaldete Sumpfgebiete, Felder und Weiden in der Nähe von Wasser und Deckung sowie Galeriewäldern. Häufiger als andere Arten der Gattung Aramides taucht sie auch in offenem Gelände auf. Sie beschränkt sich auf Tieflandgebiete des östlich zentralen und südöstlichen Brasiliens, des östlichen Boliviens, Paraguays des nordöstlichen Argentiniens und Uruguays.
Das Zugverhalten der Galeriewaldralle ist bisher nicht erforscht.

## Etymologie und Forschungsgeschichte

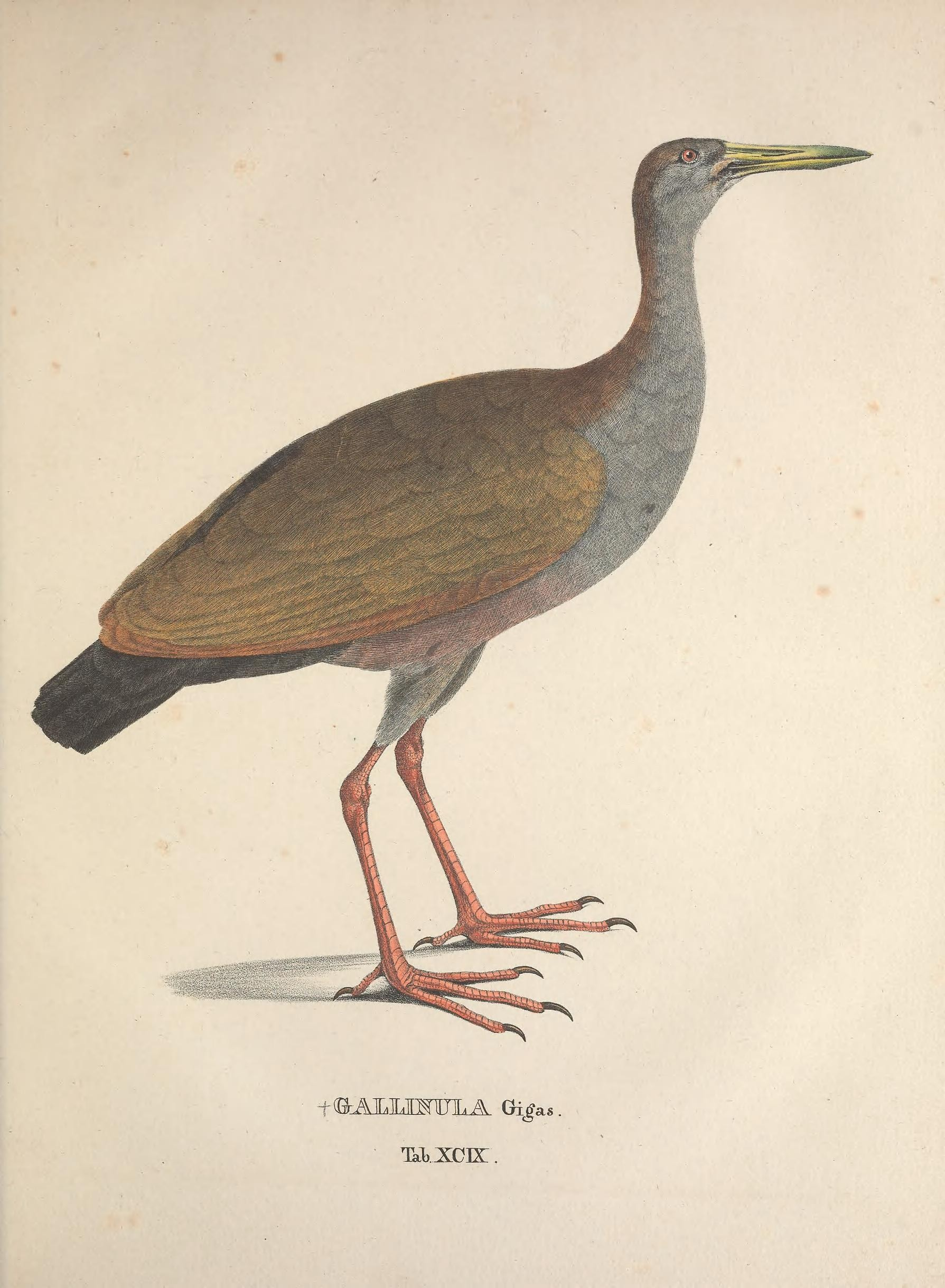
Tafel zu Spix Synonym Gallinula gigas

Die Erstbeschreibung der Galeriewaldralle erfolgte 1819 durch Louis Pierre Vieillot unter dem wissenschaftlichen Namen Rallus ypecaha. Das Typusexemplar stammte aus Paraguay, wobei Vieillot sich auf Ypacahá del Ypacahá von Félix de Azara bezog. Es war Jacques Pucheran, der 1845 die neue Gattung Aramides einführte. Der Begriff leitet sich von αραμος aramos, deutsch ‚Namen, den Hesychios von Alexandria für einen Reiher verwendete‘ und -οιδης -oidēs, deutsch ‚ähnlich‘ ab. Der Artname ypecaha ist der lautmalerische Name Ihpaká’á der Guaraní für die Galeriewaldralle. Alfred Laubmann hatte für sein Werk Die Vögel von Paraguay keine Bälge, bis auf das Originalexemplar von Gallinula giga Spix, 1825, zur Verfügung. Der Name wird als ein Synonym zur Nominatform betrachtet. In der Literatur fand er viele Nachweise für das Land, so z. B. am Río Pilcomayo durch Hans Hermann Carl Ludwig von Berlepsch, in Paraguarí durch Tommaso Salvadori, in Fortin Nueve durch John Graham Kerr, in Waikthlatingmayalwa im Gran Chaco ebenfalls durch Kerr, in Ytanu durch John James Dalgleish und in Puerto Pinasco im Departamento Presidente Hayes durch Alexander Wetmore. Laubmann ging davon aus, dass der Vogel an allen geeigneten Brutstellen im Land anzutreffen ist. Gigas hat seinen Ursprung in lateinisch gigas, gigantis ‚Riese‘ oder γιγας, γιγαντος gigas, gigantos, deutsch ‚Riese‘.